# Шатр (Об)
Шатр (фр. Châtres) насеље је и општина у североисточној Француској у региону Шампањ-Арден, у департману Об која припада префектури Ножан сир Сен.
По подацима из 2011. године у општини је живело 668 становника, а густина насељености је износила 42,39 становника/km². Општина се простире на површини од 15,76 km². Налази се на средњој надморској висини од 76 метара.

## Демографија
| 1962. | 1968. | 1975. | 1982. | 1990. | 1999. | 2011. |
| ----- | ----- | ----- | ----- | ----- | ----- | ----- |
| 449   | 477   | 429   | 573   | 590   | 579   | 668   |

График промене броја становника у току последњих година